# Белер Шор (Флорида)
Белер Шор (енгл. Belleair Shore) град је у америчкој савезној држави Флорида. По попису становништва из 2010. у њему је живело 109 становника.

## Демографија
Према попису становништва из 2010. у граду је живело 109 становника.
| Група             | 2000.  | 2010.      |
| Белци             | 0 (.%) | 88 (80,7%) |
| Афроамериканци    | 0 (.%) | 1 (0,9%)   |
| Азијати           | 0 (.%) | 2 (1,8%)   |
| Хиспаноамериканци | 0 (.%) | 5 (4,6%)   |
| Укупно            | 0      | 109        |